# 이용재 (1962년)
이용재(李勇宰, 1962년 7월 15일 ~ )은 대한민국 전라남도의회 의원이다.

## 학력
- 광양서초등학교
- 광양중학교
- 순천매산고등학교
- 동아대학교 경영학 학사

## 경력
- 2010년 7월 1일 ~ 2014년 6월 30일: 제9대 전라남도의회 의원
- 2014년 7월 1일 ~ 2018년 6월 30일: 제10대 전라남도의회 의원
- 2018년 7월 1일 ~ 2022년 3월 24일: 제11대 전라남도의회 의원
  - 2018.07 ~ 2020.06: 제11대 전라남도의회 전반기 의장

## 역대 선거 결과
|  | 50.24% |

|  | 48.54% |

|  | 79.14% |

|  | 47.02% |